# Dawid Rudikowitsch Dawidjan
Dawid Rudikowitsch Dawidjan (armenisch Դավիթ Ռուդիկի Դավիդյան; russisch Давид Рудикович Давидян; * 14. Dezember 1997 in Nischni Nowgorod) ist ein armenisch-russischer Fußballspieler.

## Karriere

### Verein
Dawidjan begann seine Karriere beim FK Nischni Nowgorod. Zur Saison 2016/17 wechselte er zum Drittligisten Nosta Nowotroizk. Für Nosta kam er in jener Saison zu 22 Einsätzen in der Perwenstwo PFL, in denen er zwei Tore erzielte. Zur Saison 2017/18 wechselte er zum ebenfalls drittklassigen Ararat Moskau. Für Ararat kam er zu zwölf Drittligaeinsätzen, in denen er vier Tore erzielte. Nach der Saison 2017/18 wurde dem Verein die Lizenz entzogen und der Klub zog sich vom Spielbetrieb zurück.
Daraufhin wechselte Dawidjan zur Saison 2018/19 nach Armenien zum Erstligisten FC Ararat-Armenia. Für Ararat-Armenia kam er zu insgesamt drei Einsätzen in der Bardsragujn chumb. Mit dem Klub wurde er am Ende der Saison armenischer Meister. Nach dem Titel wechselte er zur Saison 2019/20 innerhalb der Liga zum FC Ararat Jerewan. Für Ararat Jerewan absolvierte er 19 Partien in der höchsten armenischen Spielklasse, in denen er einmal traf. Zur Saison 2020/21 schloss der Flügelstürmer sich dem Ligakonkurrenten FC Alaschkert Martuni an. Für Alaschkert kam er ebenfalls zu 19 Einsätzen, in denen er fünfmal traf. Mit Alaschkert wurde er in der Saison 2020/21 auch Meister.
Nach seinem zweiten Meistertitel in Armenien kehrte Dawidjan im August 2021 nach Russland zurück und wechselte zum FK Chimki. Sein Debüt in der Premjer-Liga gab er im selben Monat gegen den FK Rostow. Für Chimki kam er bis zum Ende der Saison 2021/22 zu fünf Einsätzen in der höchsten russischen Spielklasse. Zur Saison 2022/23 kehrte er leihweise nach Armenien zurück und wechselte zum FC Pjunik Jerewan.

### Nationalmannschaft
Dawidjan debütierte am 28. März 2023 für die Armenische Fußballnationalmannschaft bei einem Freundschaftsspiel gegen die 
Zyprische Fußballnationalmannschaft.